# Ola Skogäng
Ola Skogäng, né le 10 mars 1973 à Enköping (Suède) est un auteur de bande dessinée et illustrateur suédois. 
Sa série animalière fantastique Théo : Le Sang de la momie a été traduite en français et en anglais.

## Publications

### En français

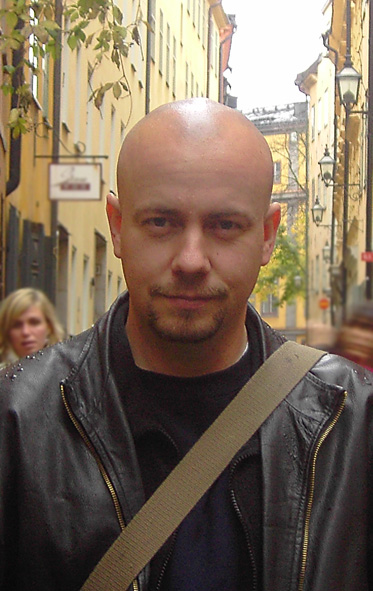
Skögang en 2008.

- Théo : Le Sang de la momie, Les 400 coups :

1. Le Vampire de Stockholm, 2010.
2. La Confrérie de l'étrange, 2010.
3. Le Sang de la momie, 2011.

## Distinctions
- 2009 : Prix Adamson du meilleur auteur suédois pour l'ensemble de son œuvre